# Alicia Boole Stott
Alicia Boole Stott (8 de junho de 1860 – 17 de dezembro de 1940) foi uma matemática da Grã-Bretanha. Apesar de nunca ser detentora de um currículo académico, ela fez uma série de valiosas contribuições para o campo, recebendo um doutoramento honoris causa, pela Universidade de Groningen. Ela é notória por cunhar o termo "polī ıtopo" para um convexo sólido em quatro (ou mais) dimensões, e com um impressionante alcance de quadridimensional da geometria a partir de uma idade muito precoce.

## Início da vida
Alicia Boole nasceu em Cork, na Irlanda, a terceira filha do matemático George Boole e da matemática autodidata e pedaga Mary Everest Boole. Muitas de suas irmãs foram notáveis em seus próprios méritos. Lucy Everest Boole foi um química e farmacêutica e Ethel Lilian Voynich foi uma romancista. Depois da morte súbita de seu pai, em 1864, a família mudou-se para Londres, onde sua mãe tornou-se bibliotecária no Queen's College, de Londres. frequentou a escola anexada ao Queens' College, com sua irmã, mas nunca frequentou a universidade. Ela era conhecida por seus amigos e familiares, como Alice, apesar de ela ter sempre publicado sob o nome de Alicia.

## Carreira
Depois de tomar até secretariado perto de Liverpool, em 1889, ela conheceu e casou-se com Walter Stott, atuário, em 1890. Eles tiveram dois filhos juntos, Maria (1891-1982) e Leonard (1892-1963). Stott soube  do trabalho de Pieter Schoute no centro seções regulares de polytopes em 1895. Schoute veio para a Inglaterra e trabalhou com Alicia Stott, persuadiu-la a publicar seus resultados que ela fez em dois artigos publicados em Amsterdã, no ano de 1900 e 1910.
A Universidade de Groningen, honrou a ela convidando-a para participar de comemorações do tricentenário da universidade e concedendo-lhe um doutorado honorário em 1914. Depois da morte de Schoute, em 1913, Alicia parou com o trabalho matemático.
Em 1930, ela foi introduzida por seu sobrinho Geoffrey Ingram Taylor para Harold Scott MacDonald Coxeter e eles trabalharam juntos em vários problemas. Alicia fez mais duas importantes descobertas relativas a construções de poliedros relacionadas com a secção dourada. Ela apresentou um conjunto de papel com Coxeter na Universidade de Cambridge. Coxeter, escreveu mais tarde, "A força e a simplicidade de seu caráter combinado com a diversidade dos seus interesses a fez uma amiga inspirador."

## Legado
Alicia morreu em Middlesex, em 1940. Na primavera de 2001, um rolo de papel de desenhos coloridos de poliedros foi encontrado em Groningen University. Embora não assinado, foi imediatamente reconhecido como trabalho de Alicia. Isto conduziu a pesquisa por Irene Polo-Blanco. Polo-Blanco dedicou um capítulo para o trabalho de  Alicia, em seu livro " Teoria e História dos Modelos Matemáticos"(2007). 

## Publicações
- A. Boole Stott: Geométrica dedução de semiregular de regular polytopes e espaço recheios, Verhandelingen van de Koninklijke Akademie van Wetenschappen, Verhandelingen Natuurkunde, Eerste Sectie, deel 11, nummer 1 (1910), 1-24. Amesterdão, 1910.
- Todas as publicações A. Boole Stott (como autor e co-autor) com a Koninklijke Akademie van Wetenschappen